# Antonio Migliorati

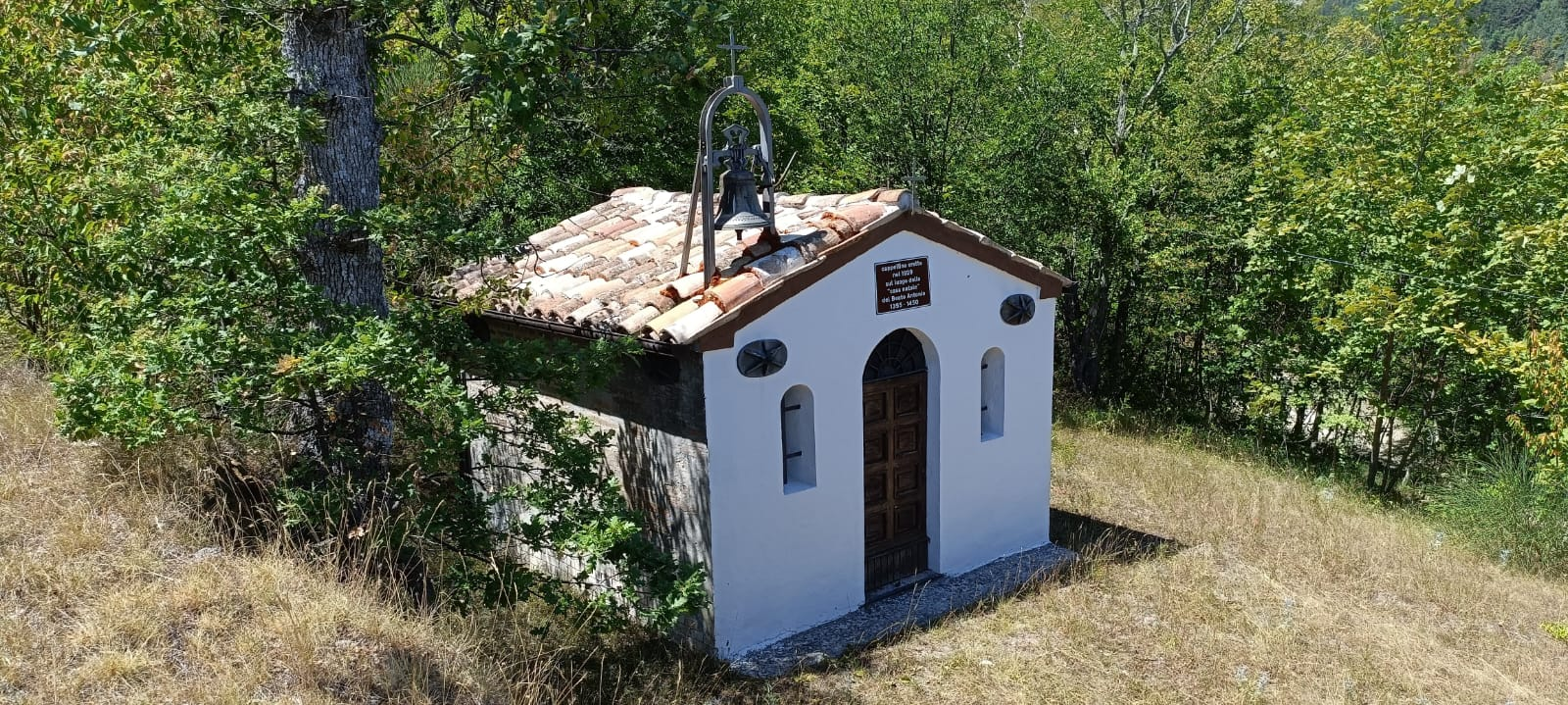

Antonio Migliorati (Amandola, 17 gennaio 1355 – 25 gennaio 1450) è stato un religioso italiano agostiniano. La Chiesa cattolica lo venera come beato.

## Biografia
Nacque da umile famiglia contadina, nella zona montana amandolese, alle pendici del Castel Manardo, presso l'abbazia benedettina dei Santi Vincenzo e Anastasio. La fama di santità di Nicola da Tolentino lo attrasse ad entrare tra gli agostiniani di Amandola. Professati i voti e completati gli studi, fu ordinato sacerdote verso il 1380.
Verso i trent'anni fu a Tolentino, come sacrista del sepolcro di san Nicola, rimanendovi 12 anni. Nel 1397 passò nelle Puglie, forse come predicatore o anche come devoto del santo di Bari. Rientrato in Amandola, agli inizi del Quattrocento, fu più volte priore del convento di Sant'Agostino, che provvide ad ampliare.

## Culto
Nel 1453 il suo corpo, tolto dal sepolcro comune dei frati, fu sistemato in un'arca di legno sopra un altare, intitolato a suo nome. Nel 1641 fu posto in un sarcofago di legno, sostituito nel 1897 da uno in marmo. L'11 luglio 1759 papa Clemente XIII ascrisse Antonio nel numero dei beati, riconoscendone il culto ab immemorabili. Vilipeso il corpo nel 1798 dalle truppe francesi, il 20 aprile 1890 papa Leone XIII concesse l'indulgenza plenaria ai visitatori del suo santuario.